# Денис Бергкамп
Денис Николас Мария Бергкамп (на нидерландски: Dennis Nicolaas Maria Bergkamp) е нидерландски футболист. Роден е на 10 май 1969 г. в Амстердам.

## Състезателна кариера
Дебютира в професионалния футбол на 14 декември 1986 за Аякс срещу Рода. Няколко месеца по-късно дебютира в евротурнирите срещу Малмьо ФФ. За отбора на Аякс изиграва 239 мача и 122 гола. Първия си мач за националния отбор на Нидерландия изиграва на 26 септември 1990 срещу Италия, а скоро след това отбелязва и първия си гол срещу Гърция. През 1993 е купен от ФК Интер за 12 милиона паунда, което го прави вторият най-скъп футболист в света по онова време. Печели купата на УЕФА през 1994 година. Денис трудно се адаптира към италианския футбол и вкарва само 11 гола в 52 срещи. През 1995 Арсенал купуват правата на играча за 7,5 млн. паунда. Дебютира срещу ФК Мидълзбро. Първия си гол за „артилеристите“ вкарва срещу Саухтямтън. Играе като втори нападател в тандем с Иън Райт. Бергкамп започва да показва най-доброто от себе си под ръководството на Арсен Венгер. През 1997/98 печели дубъл – титлата на Англия и ФА Къп. През септември 1997 вкарва първия си хеттрик в Англия. Това става в мач срещу Лестър Сити. Участва на Мондиал 1998, като помага на Нидерландия да достигне до 4. място. Отказва се от националния отбор през 2000. През 2001 вкарва един от най-запомнящите си голове — срещу ФК Нюкасъл Юнайтед. След пас на Робер Пирес, Денис се завърта покрай защитник и пронизва вратаря Шей Гивън. През 2002 отново печели дубъл. Година по-късно печели ФА Къп, а през 2004 става шампион на страната за трети път. Същата година попада в класацията ФИФА 100.
През 2005 се появяват слухове, че Бергкамп може да напусне Арсенал, но той продължава договора си с още 1 сезон. На 16 април 2006 изиграва последния си официален мач на Арсенал, срещу Уест Бромич Албиън. През лятото на 2006 изиграва бенефис на новия Емирейтс Стейдиъм. Година по-късно е включен в Залата на славата на Английската висша лига. На 14 юли 2008 е избран за втория най-велик играч на Арсенал в класацията 50 най-велики футболисти на отбора.

## Успехи
- Шампион на Нидерландия: 1990
- Носител на купата на Нидерландия: 1987, 1993
- Шампион на Англия: 1998, 2002, 2004
- Носител на ФА къп: 1998, 2002, 2003, 2005
- Носител на КНК: 1987
- Носител на купата на УЕФА: 1992, 1994

### Индивидуални награди
- Голмайстор на Нидерландия: 1991, 1992, 1993
- Най-добър играч на Нидерландия: 1992, 1993
- Футболист на Европа - 3-то място: 1993
- Най-добър играч в Англия: 1998
- Най-добър играч в Англия (според журналистите): 1998
- Гол на сезона: 1998, 2002
- Играч на годината за Арсенал: 1998
- Най-добър играч в класацията на ФИФА - 3-то място: 1993, 1997